# Michael Goebel
Michael Goebel (Múnich, 1976) es un historiador alemán.

## Biografía
Nacido en la ciudad bávara de Múnich en 1976, es autor de títulos como Argentina's Partisan Past: Nationalism and the Politics of History (Liverpool University Press, 2011), y Anti-Imperial Metropolis: Interwar Paris and the Seeds of Third World Nationalism (Global and International History) (Cambridge University Press, 2015).